# Vanadyl trifluoride
Vanadyl triflorua là một hợp chất vô cơ có công thức hóa học VOF3. Nó là một trong một số oxyhalogenua của vanadi(V). VOF3 là một chất bột màu vàng cam, nhạy cảm với không khí ẩm. Là một oxyflorua của những kim loại đầu, cấu trúc của nó là polyme ở trạng thái rắn. Chất rắn có cấu trúc phân lớp nhưng khi bay hơi, loài này trở thành hạt nhỏ. Ngược lại VOCl3 và VOBr3 vẫn là tứ diện ở mọi trạng thái, là chất lỏng dễ bay hơi ở nhiệt độ phòng.

## Điều chế
VOF3 được điều chế bằng cách cho VF3 tác dụng với O2 ở nhiệt độ cao:
VF3 + O2 → VOF3

## Ứng dụng
Trong tổng hợp hữu cơ, VOF3 thường được sử dụng để nối oxy hóa của các vòng phenolic, ví dụ như trong tổng hợp vancomycin và các chất tương tự của nó. Đối với các ứng dụng này, VOF3 thường được hòa tan trong axit trifloroacetic.